# ぽりこぴー
ぽりこぴーは、堀有里・木下彩・藍澤慶子の3人による、日本の女優ユニット。2019年結成。

## 概要
2019年に結成。「ゆるく、たのしく、なかよく。3人ならではの活動」をコンセプトに活動中。
それぞれの担当カラーと動物は、堀有里（赤、たぬき）、木下彩（緑、うさぎ）、藍澤慶子（青、きつね）。
ファンの呼称は、Twitterアンケート投票により「ぽりこぴすと」に決定した。

## 出演

### 舞台
- 「TravelxTripxTour」（2021年4月、本所松坂亭劇場）
- 「TravelxTripxTour」Extra edition!!（2022年4月、本所松坂亭劇場）
- 「TravelxTripxTour」FINAL!!（仮）（2023年5月、新宿スターフィールド）

### イベント
- ハロウィン撮影会（2020年10月、Studio Two）
- 遠藤巧磨バースデー配信（2021年10月）
- あすまいフェスvol.6〜あすぴー生誕祭〜（2022年10月、劇場ビット）
- 3周年記念!ぽりこぴーぱーてぃー!!（2023年4月、赤坂CHANCEシアター）
- ぽりこぴーぱーてぃー!!（2023年9月、赤坂CHANCEシアター）

### ライブ
- 酒と泪と芝居とバンドvol.3（2023年12月、下北沢WAVER）

## ディスコグラフィ

### シングル
|     | 発売日        | タイトル                            | 販売形態                 |
| --- | ------------- | ----------------------------------- | ------------------------ |
| 1st | 2020年8月8日  | Polyphony                           | 12cmCD                   |
| 2nd | 2021年8月24日 | Make U Happyday -have a nice trip♡- | 12cmCD                   |
| 3rd | 2022年5月4日  | kibushi                             | ダウンロード販売、12cmCD |